# Paolo Febbraro
Paolo Febbraro (Roma, 29 gennaio 1965) è un poeta e critico letterario italiano.

## Biografia
Ha studiato presso l’Università La Sapienza di Roma, dove ha raggiunto il titolo di dottore di ricerca. Svolge l’attività di insegnante presso le scuole statali superiori. Come poeta ha esordito nel 1993 nella silloge Quarto quaderno italiano, a cura di Franco Buffoni con Disse la voce, che in seguito venne inserita nel suo primo volume di poesie del 1999 intitolato Il secondo fine. Nel 2003 pubblicò l'opera in versi Il diario di Kaspar Hauser iniziando così una riflessione sul personaggio letterario dell'isolamento, che lo porterà anche alla pubblicazione di saggi di critica militante e recensioni sull’Annuario critico di Poesia fondato da Giorgio Manacorda, che poi ha curato dal volume Poesia 2006 all’ultimo, Poesia 2012. Ha pubblicato saggi su De Sanctis, Palazzeschi, Penna, Saba, Pontiggia, Berardinelli.
Ha tradotto versi di Edwin Muir, Ted Hughes, Seamus Heaney e Geoffrey Brock. Ha pubblicato la prima edizione italiana del poeta inglese Edward Thomas. Le sue poesie sono state tradotte in inglese («Poetry», «PNReview»), francese («Po&sie») e spagnolo («Zibaldone. Estudios italianos»). Ha collaborato con UTET ed Enciclopedia Italiana Treccani e contribuisce alle pagine culturali del «Manifesto» e del «Sole 24ore». Collabora alla Rivista “L’Eta del Ferro” ed. Castelvecchi.

## Opere

### Poesia
- Il secondo fine (Marcos y Marcos, 1999). Premio Mondello per l'Opera prima
- Il diario di Kaspar Hauser (L'Obliquo, 2003) (traduzione spagnola: El Diario de Kaspar Hauser, Madrid, La Palma, 2015; traduzione inglese The Diary of Kaspar Hauser, [Alabama USA], Negative Capability Press, 2017; traduzione francese Derrière la vérité, les choses: le journal de Kaspar Hauser, Nice, Arcade Ambo, 2020)
- Il bene materiale. Poesie 1992-2007 (Libri Scheiwiller, 2008, ISBN 978-88-7644-556-9) nella collana «Prosa e poesia» diretta da Alfonso Berardinelli
- Deposizione, Faloppio (LietoColle, 2010)
- Fuori per l’inverno (Nottetempo, 2014)
- La danza della pioggia (Elliot Edizioni, 2019)

### Antologie
- Disse la voce (Guerini e associati, 1993). Quarto quaderno italiano, a cura di Franco Buffoni

### Curatele
- La critica militante[4] (Istituto Poligrafico e Zecca dello Stato, 2001)
- Poesia d’oggi. Un’antologia italiana (Elliot, 2016)
- Ricezioni. Poesia straniera in Italia (Elliot, 2017)

### Narrativa
- I grandi fatti (Edizioni Pendragon, 2016)

### Saggistica
- I poeti italiani della «Voce» (Marcos y Marcos, 1999)
- La tradizione di Palazzeschi (Gaffi, 2007)
- Saba, Umberto (Gaffi, 2008)
- La poesia di Primo Levi (Zona Franca, 2009)
- L’idiota. Una storia letteraria (Le Lettere, 2011)
- Perché leggere la poesia a scuola (www.garamond.it, 2011)
- Primo Levi e i totem della poesia (Zona Franca, 2013)
- Leggere Seamus Heaney (Fazi Editore, 2015)

### Traduzioni
- Edward Thomas, La strada presa. Poesie scelte (Elliot, 2017)